# ويد هامبتون الثاني
ويد هامبتون الثاني (بالإنجليزية: Wade Hampton II)‏ هو عسكري أمريكي، ولد في 21 أبريل 1791 في مقاطعة إساكينا في الولايات المتحدة، وتوفي بنفس المكان في 10 فبراير 1858.